# Erythorbinezuur
Erythorbinezuur is een stereo-isomeer van ascorbinezuur (vitamine C). De verbinding is ook onder de naam iso-ascorbinezuur bekend.
Het verschil tussen erythorbinezuur en ascorbinezuur zit in de hydroxylgroep in de zijketen die het dichtst bij de ring ligt. De stereochemie rond het koolstofatoom is hierbij gespiegeld. Het koolstofatoom in erythorbinezuur heeft daar de R-configuratie, in ascorbinezuur treedt op die plaats de S-configuratie op.
De chemie en het gebruik van erythorbinezuur verschilt nauwelijks van die van ascorbinezuur.
Erythorbinezuur kreeg het nummer E315 als voedingsadditief.